# Крене пре Троа
Крене пре Троа (фр. Creney-près-Troyes) насеље је и општина у североисточној Француској у региону Шампањ-Арден, у департману Об која припада префектури Троа.
По подацима из 2011. године у општини је живело 1662 становника, а густина насељености је износила 105,46 становника/km². Општина се простире на површини од 15,76 km². Налази се на средњој надморској висини од 118 метара.

## Демографија
| 1962. | 1968. | 1975. | 1982. | 1990. | 1999. | 2011. |
| ----- | ----- | ----- | ----- | ----- | ----- | ----- |
| 696   | 718   | 1.229 | 1.587 | 1.550 | 1.421 | 1.662 |

График промене броја становника у току последњих година